# أوتاوا فيوري
نادي أوتاوا فيوري لكرة القدم (بالإنجليزية: Ottawa Fury Football Club) هو ناد كندي لكرة قدم، يقع في العاصمة الكندية أوتاوا، تأسس بتاريخ 20 يونيو 2011 وينافس في الدوري الأمريكي لكرة القدم بالإضافة إلى البطولة الكندية لكرة القدم.
تم حل النادي في 8 نوفمبر 2019.

## وصلات خارجية
- الموقع الرسمي (بالإنجليزية)